# EnSy

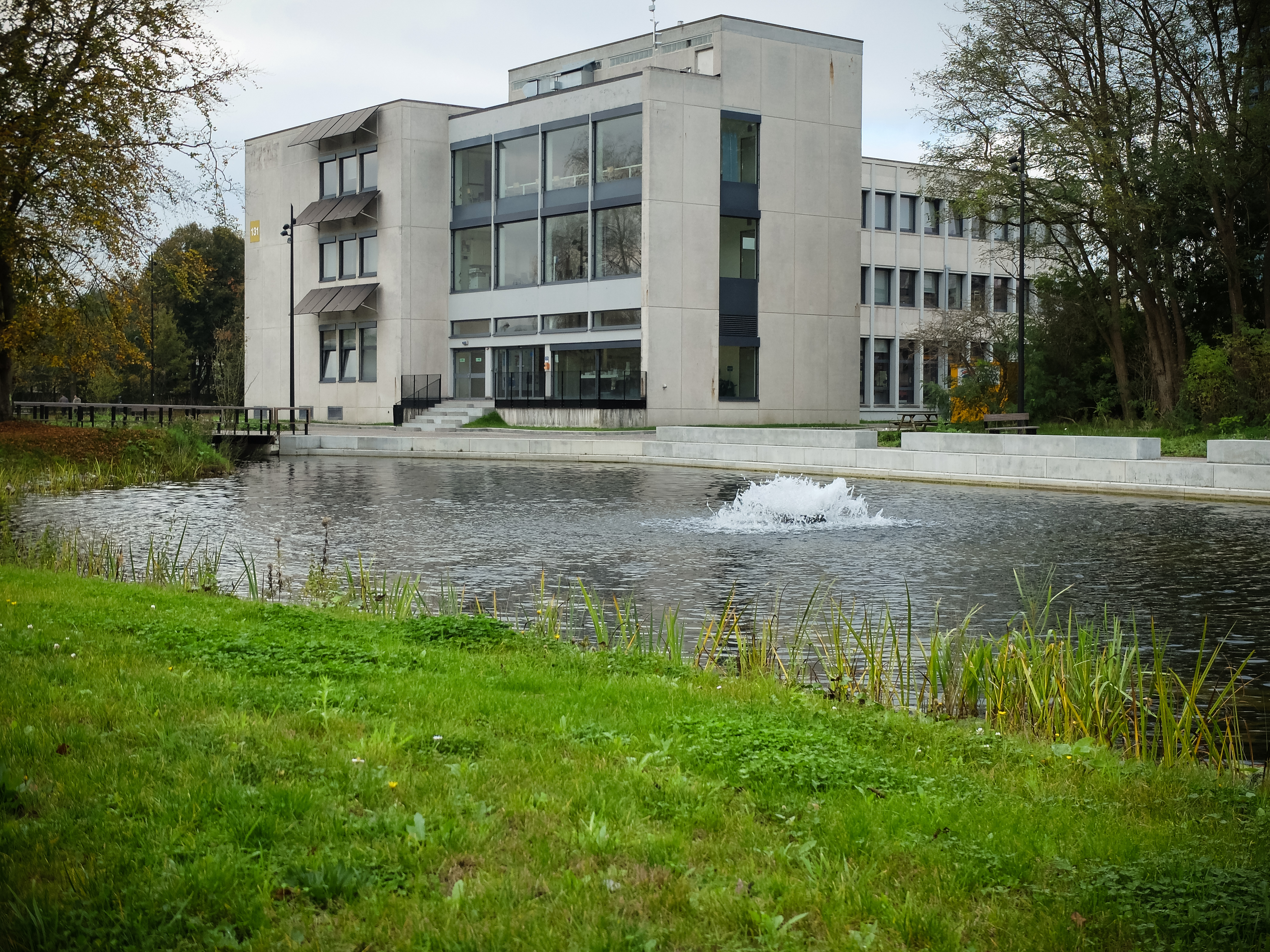
Gebouw Volta, het huidige hoofdkwartier van EnSy op het Technologiepark Zwijnaarde

EnSy, het Energy & Systems Lab van de Universiteit Gent, is een onderzoeksgroep van de vakgroep Elektromechanica, Systeem- en Metaalengineering binnen de faculteit Ingenieurswetenschappen en Architectuur. EnSy is actief in onderzoek en onderwijs op diverse terreinen van elektrische energietechniek, energienetten en -systemen, hernieuwbare energie, laagfrequent elektromagnetisme, systeemmodellering, machinecontrole, optimale controle, elektromechanische aandrijflijnen, mechatronica en industriële robotica.

## Geschiedenis
Tot het eind van de negentiende eeuw waren de opleidingen en het onderzoek in het domein van de elektrotechniek aan de Rijksuniversiteit Gent ingebed in het Laboratorium voor de Toegepaste Mechanica (Frans: Laboratoire de Mécanique Appliquée). Toen de tweede industriële revolutie ook in Europa op stoom kwam werd in 1899 het Laboratorium voor Nijverheidselektriciteit opgericht (Frans: Laboratoire d’Electricité Industrielle). De Universiteit Gent was de eerste Vlaamse universiteit om een laboratorium specifiek voor elektrotechnische toepassingen op te richten, de Katholieke Universiteit Leuven volgde pas een jaar later. De opleidingen gebeurden tot 1930 exclusief in het Frans.
Tot 1937 was het Laboratorium gevestigd aan de Petroolstraat (nu: Denderlaan) in Gent, alwaar het een voor de tijd goed uitgerust atelier had. Tegenwoordig is deze site een park, enkel een verwaarloosd bijgebouw herinnert nog aan de geschiedenis. Oscar Steels, toen een hooggeplaatste ingenieur bij de Administratie van de Telegraaf, werd aangesteld als repetitor en eerste directeur van het Laboratorium. Samen met de reeds voordien gedetacheerde collega ingenieur Oscar Colard werden zij de grondleggers van het onderwijs in de elektrotechniek aan de Rijksuniversiteit Gent. De twee hielden er een bijzondere dynamiek op na: terwijl Colard een erudiete geleerde was die vond dat een professor zich enkel tijd kon toemeten om zich met de wetenschap bezig te houden, hield Steels er een breed interesseveld op na met een merkwaardige zin voor kritiek en zelfs voor humor. In 1913 werden zowel Steels als Colard tot gewoon hoogleraar benoemd.
De opleidingen en het onderzoek draaiden de eerste drie decennia vooral rond de industriële toepassing van elektriciteit en elektrische machines, telegrafie en telefonie, elektrometallurgie en elektrische tractie. Enkele van de innovaties van het Laboratorium waren de studie en verwezenlijking van telefoontoestellen met vooruitbetaling, experimenteel onderzoek naar hoogspanningsisolatoren en verbeteringen in de elektrolytische productie van zink.
In 1937 verhuisde het Laboratorium uit het veel te klein geworden complex aan de Petroolstraat naar het speciaal voor de faculteit Ingenieurswetenschappen gebouwde Technicum of de Technische Laboratoria aan de Blandijnberg. In 1941 nam Lodewijk Pintelon de taken van Steels, die met emeritaat ging, over. Colard was reeds in 1937 op emeritaat gegaan en overleed amper drie jaar later.
De oorlogsjaren verstoorden de werkzaamheden van het Laboratorium ernstig. De Duitse krijgsmacht confisqueerde veel voor de oorlogsvoering bruikbaar materiaal zoals elektromotoren en gereedschap. Volgens het laboregister zijn nog steeds een draaistroommeter en een set permanente magneten zoek. 
Vanaf de jaren 50 legde het Laboratorium zich toe op de zich toen sterk ontwikkelende technologie van halfgeleiders. Onder werkleider Erik De Baets werden vermogenselektronische toepassingen op basis van diodes en thyristoren onderzocht en ontwikkeld.
In 1992 gebeurde een grote reorganisatie van de onderzoeksgeledingen aan de Universiteit Gent, met o.a. de oprichting van gespecialiseerde vakgroepen. Het laboratorium werd een onderzoeksgroep binnen de vakgroep Elektrische Energietechniek en werd even later hernoemd tot Laboratorium voor Elektrische Machines en Vermogenselektronica. Prof. Jan Melkebeek, die aan het hoofd stond van het laboratorium van 1988 tot 2016, veranderde de naam in 1999 naar EELAB - Laboratorium voor Elektrische Energietechniek. 
Sinds de inkanteling van de opleidingen industrieel ingenieur in 2013 maakt ook Labo LEMCKO in Kortrijk, gespecialiseerd in power quality, onderdeel uit van de onderzoeksgroep.
Begin 2025 werd de naam van de onderzoeksgroep gewijzigd van EELAB tot EnSy - Energy & Systems Lab.

## Vandaag
Sinds 2014 is het hoofdkwartier van EnSy gevestigd op Tech Lane Ghent Science Park - Campus Ardoyen (Technologiepark Zwijnaarde), alhoewel de opleidingen ook plaatsvinden op de Campus Boekentoren, Campus Schoonmeersen en Campus Kortrijk. Tegenwoordig maakt EnSy deel uit van de vakgroep Elektromechanica, Systeem- en Metaalengineering (EMSME) van de faculteit Ingenieurswetenschappen en Architectuur. Er werken een tiental professoren en een honderdtal vorsers. Het huidige hoofd van de onderzoeksgroep EnSy en tevens vakgroepvoorzitter van EMSME is prof. Luc Dupré.
Het laboratorium specialiseert zich in de volgende domeinen:
- Laagfrequente elektromagnetische velden en magnetische materialen
- Productie, transmissie en distributie van elektrische energie
- Hernieuwbare energie en de integratie ervan in elektrische energienetten en -systemen
- Vermogenselektronica
- Elektrische machines en aandrijvingen
- Dynamische systemen (in het bijzonder mechatronica en industriële robotica)
- Energie- en clustermanagement

Enkele hedendaagse innovaties van het Laboratorium zijn o.a. verbeteringen aan elektrische variabele transmissies en axiale fluxmachines, intelligente vermogenselektronische omvormers en de ontwikkeling van ultralichte elektrische voertuigen.